# Frank Theatre Company
Frank Theatre Company, anteriormente conocida como Screaming Weenie, es una compañía de teatro profesional en Vancouver, Columbia Británica, Canadá, comprometida con la producción, promoción y desarrollo de artes y artistas queer y sexualmente positivos. La empresa define “queer” como individuos y grupos fuera de las normas sexuales y de género. Frank Theatre Company es una sociedad sin fines de lucro y una organización benéfica registrada a nivel federal.

## Primeros años
Fundada en 2003 con la cofundadora y directora artística original Ilena Lee Cramer a la cabeza, la compañía se estableció presentando nuevas obras y colaboraciones creativas en clubes nocturnos de Vancouver. Aunque Screaming Weenie se autodenominaba una "compañía queer", una cita descriptiva de Cramer de la revista en línea Word Play en 2004 dice: "Los Weenies hacen teatro para un público amplio. Me interesa llegar a aquellos que se sienten privados de sus derechos ante el arte".
Las creaciones originales de Screaming Weenie en este período incluyen The Bacchae, an electronic opera, The Sound of Disco y The Wizard of Glam. La compañía también produjo las obras Belly de Dawn Wendy McLeod, Clue in the Fast Lane de Ann Marie MacDonald y Beverley Cooper, The Well of Horniness de Holly Hughes y Lounge de Tanya Marquardt.

## Segunda etapa
Seán Cummings fue contratado como director artístico de la compañía en 2008. Cummings había trabajado previamente con otras compañías de teatro en Vancouver en obras fundamentales de temática queer como Bent de Martin Sherman, Poor Super Man de Brad Fraser y Take Me Out de Richard Greenberg. Bajo el liderazgo de Cummings, la compañía0ñ produjo el aclamado estreno mundial de Falling In Time, de CE Gatchalian, que fue nominado al Premio Literario Lambda 2013. Cummings dejó la empresa en 2012 y fue sucedido por Gatchalian. En 2016, Gatchalian, como productor artístico de la compañía, cofundó y coprodujo Q2Q: A Symposium of Queer Theatre & Performance in Canada, una de las primeras conferencias nacionales centradas en el teatro y la performance queer en Canadá, en colaboración con la Universidad Simon Fraser.
A finales de 2017, Gatchalian dejó la compañía y fue sucedido por el actual director artístico, Fay Nass.